# الکسی دیکی
الکسی دیکی (روسی: Алексей Денисович Дикий؛ ۲۴ فوریهٔ ۱۸۸۹ – ۱ اکتبر ۱۹۵۵) بازیگر، و کارگردان نمایش اهل امپراتوری روسیه بود.
از فیلم‌ها یا برنامه‌های تلویزیونی که وی در آن نقش داشته‌است می‌توان به دریاسالار ناخیموف، نبرد استالینگراد اشاره کرد.
وی همچنین برندهٔ جوایزی همچون نشان لنین، جایزه هنرمند مردمی اتحاد جماهیر شوروی، هنرمند مردمی جمهوری شوروی فدراتیو سوسیالیستی روسیه، و نشان پرچم سرخ کار شده‌است.